# حافظه جمعی
حافظه جمعی (انگلیسی: Collective memory) که گاه آن را حافظه تاریخی (به انگلیسی: Historical Memory) نیز گویند، نمودار یا تجلی گذشته مشترکی است که گروه یا جماعتی را به گونه‌ای به یکدیگر پیوند می‌دهد. حافظه تاریخی پهنه گسترده‌ای را در بر می‌گیرد که می‌تواند شامل رویدادهای تاریخی دیرپا یا گذرا باشد.